# AC Monza
Associazione Calcio Monza , zkráceně jen Monza je italský fotbalový klub hrající v sezóně 2024/25 v 1. italské fotbalové lize sídlící ve městě Monza v regionu Lombardie.
Znovu založen byl v roce 2015 jako Società Sportiva Dilettantistica Monza 1912, který se stal dědicem tradice klubu, který byl založen již v roce 1912 jako Monza Foot Ball Club. Od roku 2019 nese nynější název.
Klub v sezoně 2021/22 vyhrál play off a získal tak postup do nejvyšší ligy, kterou hrál poprvé v klubové historii. V následující sezoně si díky 11. místě udržel v Serii A.

## Změny názvu klubu
- 1912/13 – Monza FBC (Monza Foot Ball Club)
- 1913/14 – 1954/55 − AC Monza (Associazione Calcio Monza)
- 1955/56 – 1963/64 − AS Simmenthal-Monza (Associazione Sportiva Simmenthal-Monza)
- 1964/65 – 1979/80 − AC Monza (Associazione Calcio Monza)
- 1980/81 – 2003/04 − Calcio Monza (Calcio Monza)
- 2004/05 – 2014/15 − AC Monza Brianza 1912 (Associazione Calcio Monza Brianza 1912)
- 2015/16 − SSD Monza 1912 (Società Sportiva Dilettantistica Monza 1912)
- 2016/17 – 2018/19 − SS Monza 1912 (Società Sportiva Monza 1912)
- 2018/19 − AC Monza (Associazione Calcio Monza)

## Získané trofeje

### Vyhrané domácí soutěže
- 3. italská liga (5×)

1926/27, 1950/51, 1966/67, 1975/76, 2019/20
- 4. italská liga (1×)

2016/17

## Soupiska
Aktuální k 3. 2. 2025
| Číslo |                   | Pozice | Hráč                   |
| ----- | ----------------- | ------ | ---------------------- |
| 1     | Itálie            | B      | Alessio Cragno         |
| 2     | Švédsko           | O      | Arvid Brorsson         |
| 3     | Srbsko            | O      | Stefan Leković         |
| 4     | Itálie            | O      | Armando Izzo           |
| 5     | Itálie            | O      | Luca Caldirola         |
| 6     | Itálie            | Z      | Roberto Gagliardini    |
| 7     | Pobřeží slonoviny | Z      | Jean-Daniel Akpa-Akpro |
| 8     | Polsko            | Z      | Kacper Urbański        |
| 10    | Itálie            | Ú      | Gianluca Caprari       |
| 11    | Itálie            | Ú      | Gaetano Castrovilli    |
| 12    | Itálie            | Z      | Stefano Sensi          |
| 13    | Portugalsko       | O      | Pedro Pereira          |
| 18    | Itálie            | Z      | Kevin Zeroli           |
| 19    | Itálie            | O      | Samuele Birindelli     |
| 20    | Anglie            | Ú      | Omari Forson           |
| 21    | Itálie            | B      | Semuel Pizzignacco     |

| Číslo |                   | Pozice | Hráč                      |
| ----- | ----------------- | ------ | ------------------------- |
| 22    | Argentina         | O      | Tomás Palacios            |
| 30    | Itálie            | B      | Stefano Turati            |
| 32    | Itálie            | Z      | Matteo Pessina (kapitán)  |
| 33    | Itálie            | O      | Danilo D'Ambrosio         |
| 35    | Konžská republika | Ú      | Silvère Ganvoula M'Boussy |
| 37    | Itálie            | Ú      | Andrea Petagna            |
| 42    | Itálie            | Z      | Alessandro Bianco         |
| 44    | Itálie            | O      | Andrea Carboni            |
| 47    | Portugalsko       | Ú      | Dany Mota                 |
| 55    | Itálie            | Ú      | Kevin Martins             |
| 69    | Itálie            | B      | Andrea Mazza              |
| 77    | Řecko             | O      | Georgios Kyriakopoulos    |
| 80    | Itálie            | Ú      | Samuele Vignato           |
| 84    | Itálie            | Ú      | Patrick Ciurria           |

## Historie
Klub byl založen 1. září 1912 jako Monza Foot Ball Club, když se sloučily všechny kluby ve městě: Pro Victoria, Pro Monza a Pro Italia. V roce 1913 se od cyklistického sportovního oddílu oddělila a opět se sloučila s klubem Forti e Libery a vznikl název AC Monza. V roce 1922 klub pronikl do poprvé do druhé ligy, ale po čtyřech sezonách sestoupil. Až v roce 1951 se na 15 sezon usadil ve druhé lize a v sezoně 1955/56 obsadil 3. místo. Velmi dobré období měl na konci 70. let. V sezoně 1975/76 vyhrál třetí ligu. Poté čtyři roky patří ve druhé lize mezi nejlepší pěti klubů. Před sezonou 1980/81 byl klub prodán Giambellimu a ten jej přejmenoval na Calcio Monza. Sezona se nepovedla a obsadila poslední sestupující místo. Za rok se vrátil zpět, jenže lepších výsledku neuhrál a sezonu 1986/87 již hrál třetí ligu. Poté přicházejí sestupy a postupy z druhé do třetí ligy.
V sezoně 2001/02 sestoupil prvně do čtvrté ligy (Serie C2). Často se měnily vlastníci klubu a dospělo to tak daleko že se zápasy musely v sezoně 2003/04 hrát na cizím stadionu v jiném městě, protože vlastní stadion měl zavřené kohoutky na vodu i na plyn kvůli dluhům. Nakonec 18. března 2004 klub Calcio Monza přestal existovat. Klub zachránil Gianbattista Begnini a dává nový název: Associazione Calcio Monza Brianza.
Další bankrot klubu byl po sezoně 2014/15, když byl i vyloučen z federace. Návrat do federace je 31. července 2015 když jej zachránil v konkurzní dražbě Nicola Colombo. Nový název klubu je Società Sportiva Dilettantistica Monza 1912 a začaly hrát ve čtvrté lize. Klubu se dařilo a za dva roky postoupil do třetí ligy.
Dne 28. září 2018 klub koupil bývalý majitel klubu Milána Silvio Berlusconi. Prezidentem klubu zůstal Nicola Colombo a generálního ředitele jmenoval svého spolupracovníka Gallianiho. Přechod byl dokončen v březnu 2019, kdy předsednictví přešlo na bratra Paola Berlusconiho a Colombo tak definitivně opustil vládu.
Dne 1. července 2019 klub změní název klubu na AC Monza. Na trhu letních transferů se klub posílil dobrými fotbalisty a po sezoně 2019/20 oslavil po 19 letech postup do druhé ligy. V sezoně 2021/22 skončil na 4. místě, ale díky vítězství v play off si zajistil postup do nejvyšší ligy. V nejvyšší lize začal špatně, když prvních šesti utkání mělo jen jeden bod. Přišla výměna trenéra a ten se při prvním zápase zapsal do historie klubu, když porazil Juventus (1:0). Sezonu nakonec zakončil na 11. místě s 52 body, což je druhé nejlepší bodový úspěch mezi nováčky.

## Účast v ligách
| Úroveň soutěže | Název soutěže (nynější název) | První hraná sezona | Poslední hraná sezona | celkem odehraných sezon |
| -------------- | ----------------------------- | ------------------ | --------------------- | ----------------------- |
| 1              | Serie A                       | 2022/23            | 2024/25               | 3                       |
| 2              | Serie B                       | 1922/23            | 2021/22               | 46                      |
| 3              | Serie C                       | 1926/27            | 2019/20               | 44                      |
| 4              | Serie D                       | 1941/42            | 2016/17               | 8                       |

Historická tabulka Serie A od sezony 1929/30 do 2023/24.
| Celkové místo | Odehraných sezon | Celkem bodů | Celkem zápasů | Celkem výher | Celkem remíz | Celkem proher | Celkové skore |
| ------------- | ---------------- | ----------- | ------------- | ------------ | ------------ | ------------- | ------------- |
| 56            | 3                | 97          | 76            | 25           | 22           | 29            | 87:103        |

## Fotbalisté

### Historické statistiky
| Počet utkání | Počet utkání      | Počet utkání |  | Počet branek | Počet branek      | Počet branek |
| Pořadí       | Jméno             | Počet        |  | Pořadí       | Jméno             | Počet        |
| 1.           | Fulvio Saini      | 552          |  | 1.           | Bruno Dazzi       | 83           |
| 2.           | Sergio Magni      | 291          |  | 2.           | Giovanni Arosio   | 68           |
| 3.           | Marco Bolis       | 288          |  | 3.           | Luigi Sanseverino | 62           |
| 4.           | Francesco Copreni | 273          |  | 4.           | Carlo Villa       | 56           |
| 5.           | Roberto Fontanini | 234          |  | 5.           | Andrea D'Errico   | 45           |

### Rekordní přestupy
| Nákup  | Nákup            | Nákup     | Nákup    | Nákup        |  | Prodej | Prodej              | Prodej    | Prodej     | Prodej              |
| Pořadí | Jméno            | sezona    | klub     | částka       |  | Pořadí | Jméno               | sezona    | klub       | částka              |
| 1.     | Matteo Pessina   | 2023/2024 | Atalanta | 12 mil. eur  |  | 1.     | Michele Di Gregorio | 2025/2026 | Juventus   | 14,3 mil. eur       |
| 2.     | Andrea Petagna   | 2023/2024 | Neapol   | 10 mil. eur  |  | 2.     | Carlos Augusto      | 2024/2025 | Inter      | 13 mil. eur         |
| 3.     | Andrea Colpani   | 2022/2023 | Atalanta | 9 mil. eur   |  | 3.     | Michele Di Gregorio | 2024/2025 | Juventus   | 4,5 mil. eur (host) |
| 4.     | Gianluca Caprani | 2023/2024 | Verona   | 7,5 mil. eur |  | 4.     | Andrea Colpani      | 2024/2025 | Fiorentina | 4 mil. eur (host)   |
| 5.     | Mirko Marić      | 2020/2021 | Osijek   | 7 mil. eur   |  | 5.     | Pierluigi Casiraghi | 1989/1990 | Juventus   | 3,3 mil. eur        |

### Na velkých turnajích

#### Vítěz Copa América
- Valentín Carboni (CA 2024)

#### Účastník Afrického poháru národů
- José Machín (APN 2021)
- José Machín (APN 2023)

#### Účastník Olympijských her
- Anselmo Giorcelli (OH 1952)